# Jean Aubert (écrivain)
Pour les articles homonymes, voir Jean Aubert et Aubert.
Jean Aubert est un écrivain, poète et éditeur français, né le 13 juin 1921 et mort le 5 avril 2011, fondateur de l’association Flammes Vives dans les années 1950.

## Biographie
L’œuvre de Jean Aubert a été couronnée par l’Académie française (Prix Artigue 1956, Prix Archon-Despérouses 1960, prix Théophile-Gautier 1990), la société des gens de lettres et la société des poètes français (Prix Clovis Hugues 1980 et Autran 1990), et ses ouvrages ont été préfacés notamment par Paul Fort, Jean Cocteau, Philéas Lebesgue, Vital Heurtebize, Claude Prouvost.
Il fut instituteur et directeur d'école. À Cadaqués, où Jean Aubert séjourne chaque année depuis 1952, il s'est lié d'amitié avec les peintres Maurice Boitel, Jean Hulin et Louis Berthomme Saint-André ; ce dernier effectuant même un séjour chez Jean Aubert en 1971. En 1986, il devient membre associé de l'Académie de Versailles, et se voit en 2010 décerner le Grand Prix de la société des poètes français.

## Principaux ouvrages
- De quoi vivait Thiers, Deux rives, 1952
- Aux mesures humaines, Editions du Centre 1954, Prix Artigue de l’Académie française 1956
- Val d'Oise, événements mémorables, Le Coteau, Horvath, 1984  (ISBN 2-7171-0312-0)
- Histoire illustrée de Pontoise, Le Coteau, Horvath, 1985  (ISBN 2-7171-0401-1)
- L'Église Saint-Martin à Groslay, Groslay , 1986
- Le Vitrail du chœur de l'église Saint-Martin de Groslay, Groslay, 1986
- La Vie des Bords de Seine de la source jusqu'à Paris, Le Coteau, Horvath, 1986  (ISBN 2-7171-0414-3)
- La Grande histoire du Val d'Oise, Pontoise, 1987  (ISBN 2-904675-17-5)
- Les grandes heures de Beaumont-sur-Oise, Ed. du Valhermeil, 1988  (ISBN 2-905684-15-1)
- La vallée de l'Oise autrefois, Ecully, Horvath, 1991
- La vallée de la Marne autrefois, Ecully, Horvath, 1991  (ISBN 2-7171-0759-2)
- En Auvergne, les villes d'eaux autrefois, Lyon, Horvath, 1993  (ISBN 2-7171-0786-X)
- Dans les Pyrénées, les villes d'eaux autrefois, Lyon, Horvath, 1993  (ISBN 2-7171-0788-6)
- Dans le Nord et l'Est, les villes d'eaux autrefois, Lyon, Horvath, 1994  (ISBN 2-7171-0858-0)
- Le Val d'Oise autrefois, Lyon, Horvath, 1994  (ISBN 2-7171-0887-4)
- Val-d'Oise 1944, Saint-Ouen-l'Aumône, Éd. du Valhermeil, 1994  (ISBN 2-905684-49-6)
- Paris autrefois, Lyon, Horvath, 1995  (ISBN 2-7171-0948-X)
- Montmorency, Joué-lès-Tours, A. Sutton, 1996
- Argenteuil et ses environs, Joué-lès-Tours, A. Sutton, 1998  (ISBN 2-84253-127-2)
- Autour du lac d'Enghien-les-Bains, Joué-lès-Tours, A. Sutton, 1998  (ISBN 2-84253-208-2)

Un livre pour enfants dont le récit se déroule à Cadaqués :
- Pablito, le petit pêcheur catalan, Territoires d'outre-cœur, 1960

## Recueils de poèmes
- Du cœur à l'âme, préface de Philéas Lebesgue, Editions de la Revue moderne des arts et de la vie, 1942, Prix d'Académie, 1943
- Quatre prières pour la France, les Cahiers poétiques français, 1944
- Pour elle, Illustrations de Serge Dousset, Editions de la Revue moderne, 1944
- Pour toi, Illustrations de Serge Dousset, Editions de la Revue moderne, 1945
- Espoir au dehors, Editions de La Revue moderne, 1946 Prix de la société des poètes français 1946
- Huit variations sur clair de lune, Illustrations d'Armand Nakache et de Germain Delatousche, Editions de la Revue moderne, 1949 Prix de la société des gens de lettres 1948
- Sur des pas qui s'effacent, Editions du Centre, 1959 Prix Archon-Despérouse de l'Académie Française 1960
- Poèmes choisis, Editions du Centre, 1961
- Sélection, Flammes Vives, 1965
- Andante pour un bateau corsaire, Editions du centre, 1973
- Terre d'ombre naturelle, Flammes Vives, 1978, Prix Clovis Hugues de la société des poètes français 1980
- Car il me reste tout l'automne, Flammes Vives 1989, prix Théophile-Gautier de l'Académie Française 1990 et Autran de la société des poètes français 1990
- Prolégomènes à la nuit, Flammes Vives, 1996
- Proses Poses Propos, Flammes Vives, 1999
- Dans les brasiers du temps, préfaces de Vital Heurtebize et de Claude Prouvost, Flammes Vives, 2004  (ISBN 2-915475-03-2)

## En Anthologie
- Anthologie des poètes instituteurs, Editions Pierre de Ronsard, sous la direction de Robert de Bédarieux, préface de Jules Romains, 1949

## En recueil collectif
- Hommage des poètes à Jacques Hébertot, Editions du Centre, 1957
- Souvenir de Georges Duhamel, N° spécial de Flammes Vives, 1970

## Préfacier

### Anthologies
- La Poésie italienne de 1900 à nos jours, Eugène Bestaux, Aurillac, Impression du Cantal, 1954
- Quatre saisons, Flammes Vives, 1982
- La marée du rêve, anthologie poétique, Flammes Vives, 1985
- Papiers roses, papiers gris, Flammes vives, 1985
- Volume du cinquantenaire, avec préambule de Claude Prouvost, Flammes Vives 2003
- Le chant des poètes, Flammes Vives, 2006

Préfacier de l'anthologie Flammes Vives de 1982 à 2006.

### Recueils d'auteurs
- La neige était au rendez-vous, Emile Queinnec, Editions du Centre, 1957
- L'oiseau n'est-il qu'un chant, Roland Le Cordier, Editions du Centre, 1958
- La ligne de Midi, André Henry, Editions du Centre, 1959
- Fresque malienne, Jean-Yves Le Guen, Flammes Vives, 1988
- Quatuor de Josyane Roussy, Flammes Vives, 1988
- Mélodie de Geneviève Muller-Evrard, Flammes Vives, 1988
- L'Or du temps, Mone Fuzellier, Flammes Vives, 1988
- Océanes, Claire Sauveterre-Maurel, Flammes Vives, 1988
- L'autre côté du rêve, Raoul-Philippe Danaho, Flammes Vives, 1988
- Sur la flûte de Pan, Maria Jenet, Flammes Vives, 1989
- Petites suites pour Victor Hugo et Charles Baudelaire, Claire Sauveterre-Maurel, Flammes Vives, 1989
- Rapsodies à Pandore, Marie-Claude Jaslet-Guezec, Flammes Vives, 1990
- Le clos des javelles, Jacqueline Elégoët, Flammes Vives 1994
- Sarajevo, Christian Boeswillwald, Flammes Vives, 1994
- Places d'exil, Catherine Bankhead, Flammes Vives, 1995
- Fenaisons de Jean-Yves Renoir, Flammes Vives, 1996
- Ombres méridiennes, Michel Bénard, Flammes Vives, 1997
- Au temps des cigales, Mone Fuzellier, Flammes Vives, 1997
- Entre terre et ciel, Yvan-Didier Barbiat, Flammes Vives, 2000
- Dérives des rives, Roland Marx, Flammes Vives, 2001
- Clair-obscur sentimental, Claude Prouvost, Flammes Vives, 2002
- Les heures de cristal, Claude Prouvost, Flammes Vives, 2004

## Anthologiste
- Huit poètes de Madagascar, Editions du Centre 1959
- Artistes de France, Collectif, Numéro spécial, Flammes Vives 1966
- Artistes du monde, Collectif, Flammes Vives 1967

## Distinctions

### Prix
- Prix d'Académie de l’Académie française 1943 pour Du cœur à l'âme 1942
- Prix de la société des poètes français 1946 pour Espoir au dehors 1946
- Prix de la société des gens de lettres 1948 pour Huit variations au clair de lune 1949
- Prix Artigue de l’Académie française en 1956 pour Aux mesures humaines 1954
- Prix de poésie de l'Île de France 1965[7]
- Prix Clovis Hugues de la Société des poètes français 1980 pour Terre d'ombre naturelle 1978
- Prix Théophile-Gautier de l'Académie française 1990 pour Car il me reste tout l'automne 1989
- Prix Autran de la société des poètes français 1990 pour Car il me reste tout l'automne 1989
- Grand Prix de la société des poètes français 2010

### Décorations
- Chevalier du Mérite social
- Commandeur des Palmes académiques

## Prix Jean Aubert
À partir de l'automne 2006, un prix de poésie annuel, appelé « Prix Jean Aubert », est décerné par l'association Flammes Vives, éditrice de la revue de poésie du même nom. Le lauréat du prix bénéficie de la publication de l'ouvrage primé par Flammes Vives.

## Pour approfondir